# 韦勒河
韋勒河（法語：Vesle，法語發音：[vɛl]）是法國的河流，屬於埃纳河的左支流，河道全長140公里，流域面積1,460平方公里，平均流量每秒7.72立方米，河畔城鎮有锡勒里、兰斯、韦勒河畔容什里和布赖讷。

## 外部連結
- http://www.geoportail.fr （页面存档备份，存于）
- Sandre数据库上的韋勒河